# Hello Kitty’s Furry Tale Theater
Hello Kitty’s Furry Tale Theater ist eine amerikanische Zeichentrickserie von DiC Entertainment, die 1987 auf CBS ausgestrahlt wurde. Es ist die erste Fernsehserie mit der von dem japanischen Unternehmen Sanrio entwickelten Figur Hello Kitty. Die einzige Staffel enthält dreizehn Folgen mit jeweils zwei Segmenten, in denen Hello Kitty und ihre Freunde bekannte Geschichten, beispielsweise Märchen, präsentieren. In Deutschland erschien die Serie bislang nur auf fünf DVDs, die 2010 veröffentlicht wurden.

## Handlung
In dem Plüschtheater (englisch furry Tale theater) führen Hello Kitty und ihre Freunde Varianten von Märchen und anderen Abenteuergeschichten der Literatur und Popkultur auf. Jede Episode beginnt in dem gut besuchten Theater mit einer Backstageszene, nach der eine Figur auf der Bühne den Titel der Geschichte nennt, worauf sich der Vorhang öffnet und das Bühnenbild zu sehen ist. Das Stück wird eingeleitet mit dem Spruch „Vor langer Miauzeit“ (englisch „Once upon a meow“). Nach dem Ende der Geschichte ist häufig noch zu sehen, wie die Figuren sich auf der Bühne verbeugen.

## Figuren
Das Personal der Serie sind vom Unternehmen Sanrio für Produkte entwickelte Figuren.
- Hello Kitty, eine weiße Katze und die Theaterregisseurin, die in den Geschichten zumeist die weibliche Hauptrolle übernimmt, etwa der Märchenprinzessin, sowie ihre Eltern und Großeltern.
- Tuxedo Sam, ein blauer Pinguin und Bühnenhelfer im Theater, der meist die männliche Hauptrolle, die am Ende mit Hello Kittys Rolle zusammenkommt, verkörpert.
- My Melody, ein weißes Kaninchen mit roter Kapuze in kleineren weiblichen Rollen, die Hello Kittys Rolle freundlich gesinnt sind.
- Chip, ein weißer Seehund in männlichen Nebenrollen, die Tuxedo Sams Rolle als Freund oder Assistent unterstützen.
- Catnip (englisch für Echte Katzenminze), eine grüne Siamkatze, die in der Serie ihre Premiere als Figur von Sanrio hat, und ihre Mutter, die pinke Siamkatze Fangora, die die Rolle der Bösewichte spielen.
- Grinder, eine dümmliche Bulldogge, die meistens als sekundärer Antagonist oder Assistent von Catnip auftritt.

## Episodenliste
| Nr. | Deutscher Titel                     | Originaltitel                      | Erstausstrahlung USA | Drehbuch                           | Vorlage                                  |
| --- | ----------------------------------- | ---------------------------------- | -------------------- | ---------------------------------- | ---------------------------------------- |
| 1a  | Der Zauberer der Pfötchen           | The Wizard of Paws                 | 19. Sep. 1987        | Phil Harnage                       | Der Zauberer von Oz                      |
| 1b  | Pinocchio-Penguin                   | Pinocchio Penguin                  | 19. Sep. 1987        | Jack Hanrahan, Eleanor Burian-Mohr | Pinocchio                                |
| 2a  | Kitty-Puttel                        | Cinderkitty                        | 26. Sep. 1987        | Phil Harnage                       | Aschenputtel                             |
| 2b  | Der Fliegenfänger von Hameln        | The Pawed Piper                    | 26. Sep. 1987        | Jim Lenahan, Martha Moran          | Rattenfänger von Hameln                  |
| 3a  | K.T. – Die Außerirdische            | KT – The Kitty Terrestrial         | 3. Okt. 1987         | Phil Harnage                       | E.T. – Der Außerirdische                 |
| 3b  | Peter Pinguin                       | Peter Penguin                      | 3. Okt. 1987         | Tony Marino                        | Peter Pan                                |
| 4a  | Kittylöckchen und die drei Bären    | Kittylocks and the Three Bears     | 10. Okt. 1987        | Jack Hanrahan, Eleanor Burian-Mohr | Goldlöckchen und die drei Bären          |
| 4b  | Pfötchen – Der große weiße Hundehai | Paws – The Great White Dog Shark   | 10. Okt. 1987        | Phil Harnage                       | Der weiße Hai                            |
| 5a  | Cat Wars – Der Krieg der Katzen     | Cat Wars                           | 17. Okt. 1987        | Tony Marino                        | Star Wars                                |
| 5b  | Tar-Sam, Held des Dschungels        | Tar-Sam of the Jungle              | 17. Okt. 1987        | Pat Allee, Ben Hurst               | Tarzan                                   |
| 6a  | Kitty-Röschen                       | Sleeping Kitty                     | 24. Okt. 1987        | Martha Moran                       | Dornröschen                              |
| 6b  | Hundi-Kong                          | Kitty and the Kong                 | 24. Okt. 1987        | Jack Hanrahan, Eleanor Burian-Mohr | King Kong                                |
| 7a  | Kitty und das Biest                 | Kitty and the Beast                | 31. Okt. 1987        | Temple Mathews                     | Die Schöne und das Biest                 |
| 7b  | Rothasenkäppchen                    | Little Red Bunny Hood              | 31. Okt. 1987        | Phil Harnage                       | Rotkäppchen                              |
| 8a  | Schneekitty und der eine Zwerg      | Snow White Kitty and the One Dwarf | 7. Nov. 1987         | Phil Harnage                       | Schneewittchen                           |
| 8b  | Frankenkatz                         | Frankencat                         | 7. Nov. 1987         | Phil Harnage                       | Frankenstein                             |
| 9a  | Katzula                             | Catula                             | 14. Nov. 1987        | Matt Uitz                          | Dracula                                  |
| 9b  | Pfötchen der Tafelrunde             | Paws of the Round Table            | 14. Nov. 1987        | Tony Marino                        | König Artus                              |
| 10a | Rumpelpfötchen                      | Rumpeldogskin                      | 21. Nov. 1987        | Jack Hanrahan, Eleanor Burian-Mohr | Rumpelstilzchen                          |
| 10b | Robin Pinguin                       | Robin Penguin                      | 21. Nov. 1987        | Jack Olesker                       | Robin Hood                               |
| 11a | Hello Mutter Gans                   | Hello Mother Goose                 | 28. Nov. 1987        | Jack Hanrahan, Eleanor Burian-Mohr | Mother Goose                             |
| 11b | Crocodile-Pinguin                   | Crocodile Penguin                  | 28. Nov. 1987        | Phil Harnage, Martha Moran         | Crocodile Dundee                         |
| 12a | Hello Kitty und die Wunderlampe     | Grinder Genie and the Magic Lamp   | 5. Dez. 1987         | Phil Harnage, Martha Moran         | Aladin und die Wunderlampe               |
| 12b | Das hässliche Entlein               | The Ugly Quackling                 | 5. Dez. 1987         | Jack Hanrahan, Eleanor Burian-Mohr | Das hässliche Entlein                    |
| 13a | Als Scrooge-Nip Weihnachten stahl   | How Scrinchip Stole Christmas      | 12. Dez. 1987        | Phil Harnage                       | Wie der Grinch Weihnachten gestohlen hat |
| 13b | Das Phantom des Theaters            | The Phantom of the Theater         | 12. Dez. 1987        | Phil Harnage                       | Das Phantom der Oper                     |

## Veröffentlichung
| VHS (Vereinigte Staaten) | VHS (Vereinigte Staaten)         | VHS (Vereinigte Staaten)                                                                                                |
| Veröffentlichung         | Name                             | enthaltene Segmente |
| ------------------------ | -------------------------------- | --- |
| 24. März 1998            | Hello Kitty: Kitty and the Beast | - 7a: Kitty and the Beast - 12a: Grinder Genie and the Magic Lamp - 11a: Hello Mother Goose - 7b: Little Red Bunny Hood |
| 24. März 1998            | Hello Kitty: Wizard of Paws      | - 1a: Wizard of Paws - 8a: Snow White Kitty - 6a: Sleeping Kitty - 3b: Peter Penguin                                    |

| USA/UK: - 5b:Tar-Sam of the Jungle - 11b: Crocodile Penguin | Deutschland: - 2b: Der Fliegenfänger von Hameln - 10a: Rumpelpfötchen |

| USA/UK: - 2b: The Pawed Piper - 10a: Rumpeldogskin | Deutschland: - 5b: Tar-Sam, Held des Dschungels - 11b: Crocodile-Pinguin - 13a: Als Scrooge-Nip Weihnachten stahl |

| Boxsets          | Boxsets                | Boxsets |
| Veröffentlichung | Land                   | enthaltene Segmente |
| ---------------- | ---------------------- | --- |
| 7. Mai 2010      | Deutschland            | - Das große Filmabenteuer - Die kleine Prinzessin - Der schönste Tag                                                                                      |
| 2. November 2010 | Vereinigtes Königreich | - Hello Kitty Becomes a Princess - Hello Kitty Plays Pretend - Hello Kitty Tells Fairy Tales - Hello Kitty Saves the Day - Hello Kitty Goes to the Movies |
| 18. Januar 2011  | Vereinigtes Königreich | - Hello Kitty Goes to the Movies - Hello Kitty Saves the Day - Hello Kitty Plays Pretend                                                                  |

## Synchronisation
Die deutschsprachige Synchronisation der DVDs entstand nach Dialogbüchern und unter der Dialogregie von Nana Spier durch die Interopa Film GmbH in Berlin.
| Rolle                    | Originalsprecher | Deutscher Sprecher |
| ------------------------ | ---------------- | ------------------ |
| Hello Kitty              | Tara Charendorff | Julia Stoepel      |
| My Melody                | Marion Bennett   |                    |
| Tuxedo Sam               | Sean Roberge     | Hannes Maurer      |
| Chip                     | Noam Zylberman   | David Turba        |
| Catnip                   | Cree Summer      | Maria Koschny      |
| Fangora                  | Denise Pidgeon   | Martina Treger     |
| Grinder                  | Greg Morton      | Tilo Schmitz       |
| Mama Kitty Grandma Kitty | Elizabeth Hanna  |                    |
| Papa Kitty               | Len Carlson      | Matthias Klages    |
| Grandpa Kitty            | Carl Banas       | Axel Lutter        |